# Антоніо Хесус Лопес Ньєто
Антоніо Хесус Лопес Ньєто (ісп. Antonio Jesús López Nieto, нар. 25 січня 1958, Малага) — іспанський футбольний суддя, арбітр ФІФА.

## Кар'єра

### Послужний список
Працював арбітром матчів чемпіонату Іспанії з 1990 по 2003 роки, з 1993 по 2003 роки судив міжнародні матчі в Лізі чемпіонів, Кубку УЄФА, а також матчі відбіркових та фінальних турнірів чемпіонатів світу та Європи. Першу міжнародну зустріч відпрацював 4 вересня 1994 року між командами Англії і США, всього відпрацював понад 80 міжнародних матчів. Чотири рази визнавався найкращим футбольним суддею Іспанії. Двічі судив фінали Кубка УЄФА в 1998 та 2000 роках, також судив перший матч фіналу 1995 року. Захоплюється музикою і читанням.

### Скандали
- 13 вересня 1995 року Лопес Ньєто судив матч Ліги чемпіонів УЄФА між київським «Динамо» і «Панатінаїкосом». Після гри, яка завершилася перемогою «Динамо», суддя зізнався, що представники українського клубу запропонували йому хабар у розмірі 30 тисяч доларів США та дві норкові шуби в обмін на те, щоб він вплинув на результат зустрічі — доказом була записка з пропозицією допомогти «Динамо», яку Лопес Ньєто не зміг собі забрати (її відібрав президент «Динамо» Ігор Суркіс)[2]. КДК УЄФА після цього скандалу зняв «динамівців» з турніру і відсторонив на один єврокубковий сезон (рішення пізніше було оскаржено та відмінене)[3]. Зі слів представників «Динамо», за день до цього Лопес Ньєто сам вирішив придбати пару шуб для матері і дружини, а його асистенти придбали по хутряній шапці. Однак коли Лопес Ньєто довідався про ціну, то він сильно обурився і відмовився від покупок. Тим не менш, чек на покупку товарів УЄФА розцінило як доказ спроби підкупу судді з боку київського клубу[4].
- На чемпіонаті світу з футболу 2002 року у матчі між Німеччиною та Камеруном Лопес Ньєто встановив один з рекордів чемпіонату світу, показавши 14 жовтих і 2 червоні картки: в ході матчу були видалені Карстен Рамелов і Патрік Сюффо[5].
- 22 жовтня 2003 року німець Маркус Мерк обслуговував матч «Аякс» — «Сельта» (1:0) групового етапу Ліги чемпіонів УЄФА[6]. Суддівство Мерка розкритикували іспанці, які подали скаргу в УЄФА на дії німця і звинуватили його в упередженості і відкритій допомозі «Аяксу». Однак масштаби скандалу розрослися після того, як для радіостанції COPE дав інтерв'ю Антоніо Лопес Ньєто, який звинуватив Мерка в отриманні хабарів від чиновників УЄФА за забезпечення певних результатів матчів (в тому числі ігри «Аякс» — «Сельта»).